# La Tripière d'or

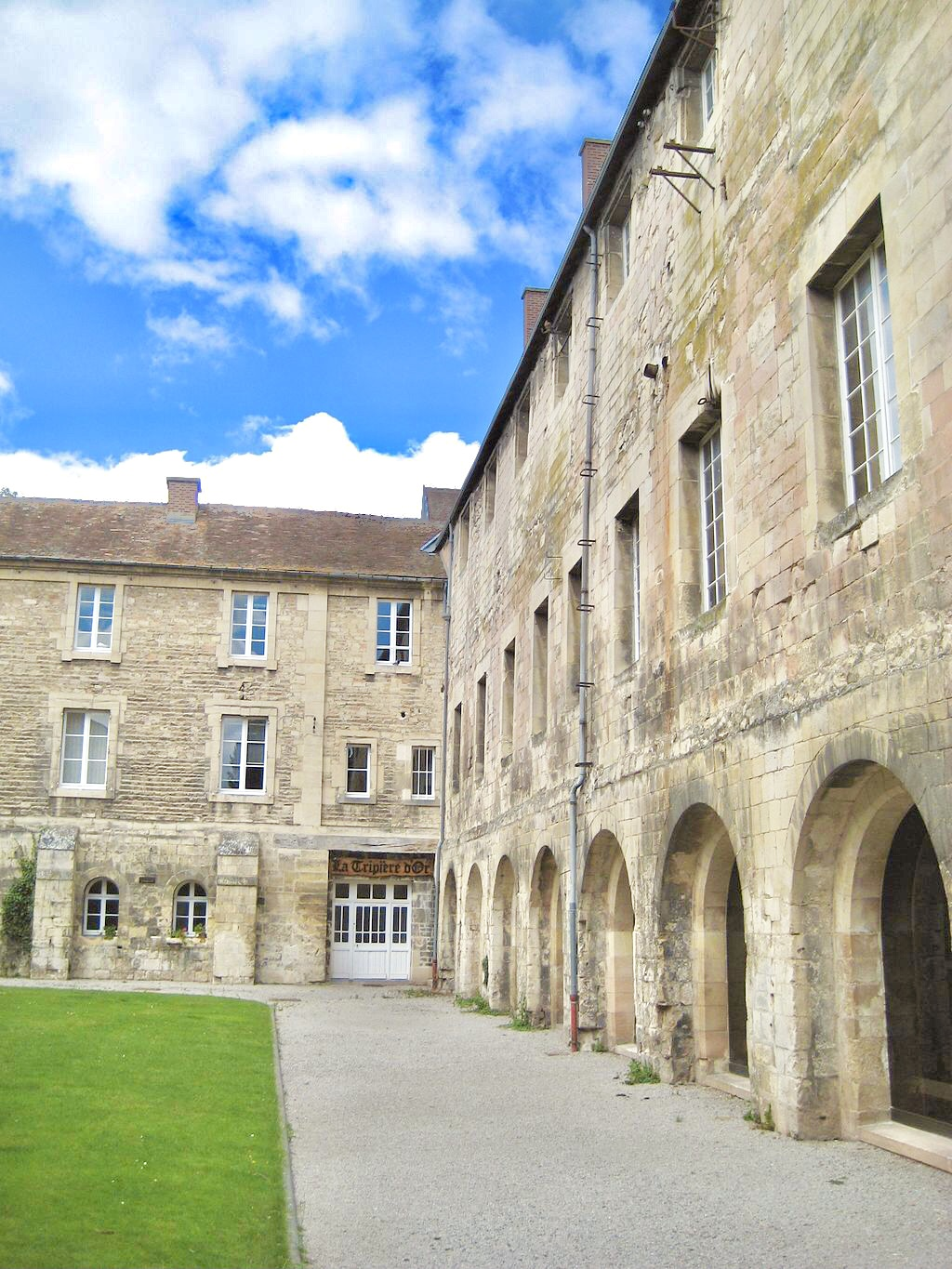
Le siège de la Tripière d'or au fond de la cour ouest du palais ducal de Caen.

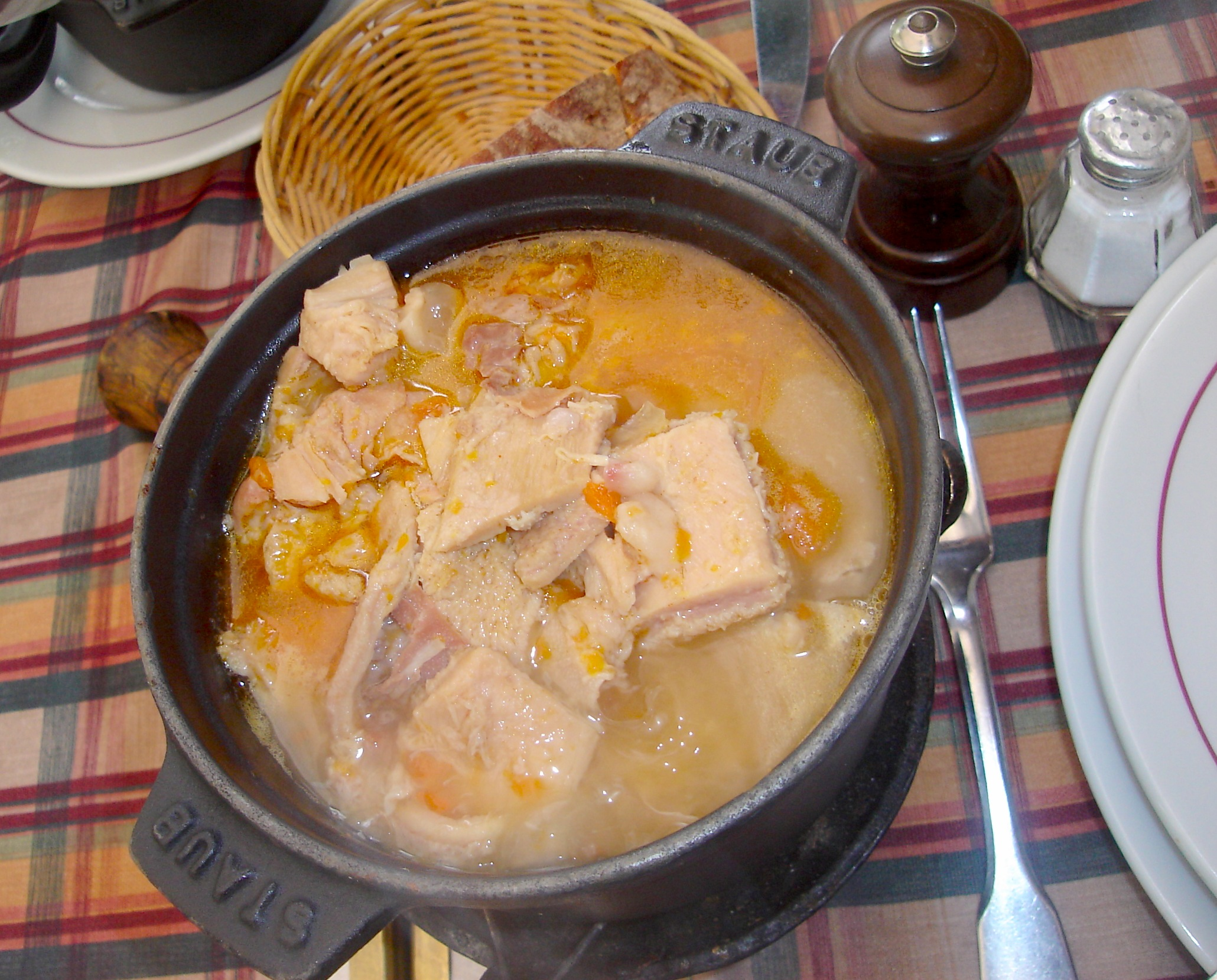
Tripes à la mode de Caen.

La Tripière d'or est une confrérie gastronomique normande, créée à Caen en 1951 par Jean Le Hir, consacrée à la dégustation et à la promotion des Tripes à la mode de Caen, une recette réalisée avec les quatre parties de l'estomac d'un ruminant et du pied de bœuf. C’est la plus vieille confrérie d'aliments solides de France.
L'histoire de la confrérie a commencé le 7 février 1951 quand Jean Le Hir, grand cuisinier caennais, a décidé de mettre en avant la spécialité gastronomique de sa ville. Alors que 20 000 Caennais doivent survivre dans les décombres et des conditions épouvantables, le restaurateur du quartier du Vaugueux, qui avait été blessé par un obus pendant le conflit, a l'idée de faire réquisitionner quatre auges de 400 litres pour chevaux afin de servir les repas aux réfugiés à l'église abbatiale Saint-Étienne. Avec son équipe, il arrive ainsi à préparer jusqu'à 10 000 repas par jour. Jean Le Hir voulait également redorer le blason de la gastronomie touristique de la ville. Après la guerre, il fallait nourrir les « horsains » (les gens non originaires de Caen et ses alentours) qui étaient encore nombreux. Les dernières cartes de distribution de pain ayant disparu en mai 1949. Le grand maître précise alors que les couleurs « gueules et azur » (rouge et bleu) des costumes de la confrérie sont celles de la ville. La confrérie a pour devoir de défendre la gastronomie normande mais aussi d'essaimer ses compétences en matière de recettes de tripes. Les membres de la confrérie caennaise ont ainsi conseillé des confréries naissantes à Alençon, Houlgate, Falaise et La Ferté-Macé avec ses tripes en brochettes. 
De nos jours, la confrérie compte 70 personnes, dont 55 jurats. La recette des Tripes à la mode de Caen y est défendue comme au premier jour. Le goût de la viande, le plus nature possible, doit ressortir. Les ingrédients comme le cidre, le calvados ou les pommes sont bannis. Au fil des ans, la Tripière d'or a invité et intronisé un certain nombre de personnalités lors de ses différents chapitres, tels qu'Achille Zavatta en 1964, Edgar Faure en 1966, Bruno Coquatrix en 1974, Barbara Hendricks ou encore Eddy Mitchell en 2011.
La confrérie organise chaque année au mois d'octobre un concours pour les professionnels qui réunit environ 150 participants venant de toute la France, et même d'Europe, dont le savoir-faire permet aux gourmets d'apprécier ce plat typique.
En 1974, une école des jurat a été créée. Lors de leur premier concours, en octobre, les postulants assistent à deux mises en bouche au cours d'une réunion de tous les jurats afin qu'ils puissent juger, à chaque fois, trois tripes de façon à harmoniser les jugements et les notations. Le jour du grand concours annuel, le nouveau jurat est joint à une triplette existante qui comprend un chef de table et un juge confirmé. Puis, le nouveau jurat est intronisé « Grandgousier » après deux ans de présence et de participation à toutes les dégustations. Chaque triplette de jurat doit déguster et juger entre douze et quinze tripes lors des concours. 
La recette des tripes à la mode de Caen est toujours la même : un mélange de feuillet, de panse, de caillette et de bonnet avec un morceau de pied, des carottes, et un bouquet garni.
Le mardi 19 novembre 2019, le chef cuisinier Norbert Tarayre rend visite aux membres de la confrérie pour tourner un épisode (diffusé sur 6ter le samedi 14 mars 2020) de sa nouvelle émission La grande vadrouille de Norbert dont le principe est d'aller à la rencontre des spécialités régionales pour les revisiter sans les dénaturer. Pour l’occasion, une petite cuisine a été installée à l’intérieur du Palais Ducal. Le cuisinier révélé dans la saison 3 de Top Chef a ainsi pu revisiter les Tripes à la mode de Caen pour tenter de les faire aimer de quelques enfants présents. Norbert Tarayre s’est confronté à une spécialiste du met normand, Sylvie Sabot, propriétaire de la boucherie Sabot à Caen et primée à la Tripière d'or par le passé. L'exercice s'est déroulé en présence de Joël Bruneau, maire de Caen, sous l’œil avisé des confrères qui étaient à la fois surpris, curieux et amusés,. Ainsi, Norbert Tarayre réussit à préparer trois beignets de tripes à la sauce aigre-douce dans le temps qui lui avait été imparti. Les enfants goûteurs ont finalement validé le mets ainsi créé, tout comme Sylvie Sabot et Georges Chivot, le grand maître de la confrérie, même si le résultat n’avait rien à voir avec la recette traditionnelle des Tripes à la mode de Caen. Le cuisinier-animateur reçut ensuite un diplôme de la Tripière d'or dans une catégorie créée pour l’occasion : les tripes à la mode Norbert. 

## Poésie
La recette des Tripes à la mode de Caen a été mise en poésie par Jean Le Hir. C’est une véritable ode aux Tripes à la mode de Caen, un plat de copains qui se partage et se mérite :
| O ! Cher poète, je te fais don De ma recette : tripes à la mode Pour cuire de bonne façon Parfaitement selon le code Pieds de bœuf, feuillet, Les mulettes et le bonnet, En vue de cette ripaille, Coupe en morceaux carrés Dans l’eau claire, bien lavée Toute cette tripaille, Carottes, oignons en rouelles, Poireaux, bouquet garni, Clous de girofle, céleri, Alors, ma toute belle, De la potée en terre, Tapissée de beurre frais Va monter l’odeur des prés. Avec onction, à ce mélange | De produits du cru, Dispense, de calva, un verre, Couvre l’édifice de pur jus, D’un bon sel modérément, De poivre moulu, abondant, Assaisonne cette vendange. Douze heures de cuisson au four D’un boulanger d’alentour. Il importe, au bout de ce temps, Que le jus onctueux, doré, Réduit, odorant, corsé, Baigne ce mets truculent. Tu serviras cette merveille Dans des assiettes brûlantes. Et voici, de ta servante La recette, sans pareille, Que m’a léguée un mien parent, Des tripes à la mode de Caen. |

Il a également écrit dans la revue L'art culinaire un manifeste sur le manque de touristes dans sa ville à l'époque : « Caen est une ville triste, il y manque en pleine saison un nombre important de chambres confortables. Que nous reste-t-il pour intéresser les visiteurs. La bonne chère et les ressources de notre région, si riche en produits de premier ordre. Et dans beaucoup de cas j'ai entendu cette réflexion : « On ne fait plus de bonnes tripes à Caen » ».